# Lamprosema excurvalis
Lamprosema excurvalis là một loài bướm đêm trong họ Crambidae.